# Vendeville
Vendeville is een gemeente in het Franse Noorderdepartement (Frans: département du Nord) in de regio Hauts-de-France. De gemeente telde op 1 januari 2022 1.615 inwoners en maakt deel uit van het arrondissement Rijsel.

## Geografie
De oppervlakte van Vendeville bedroeg op 1 januari 2022 2,57 vierkante kilometer; de bevolkingsdichtheid was toen 628,4 inwoners per km².

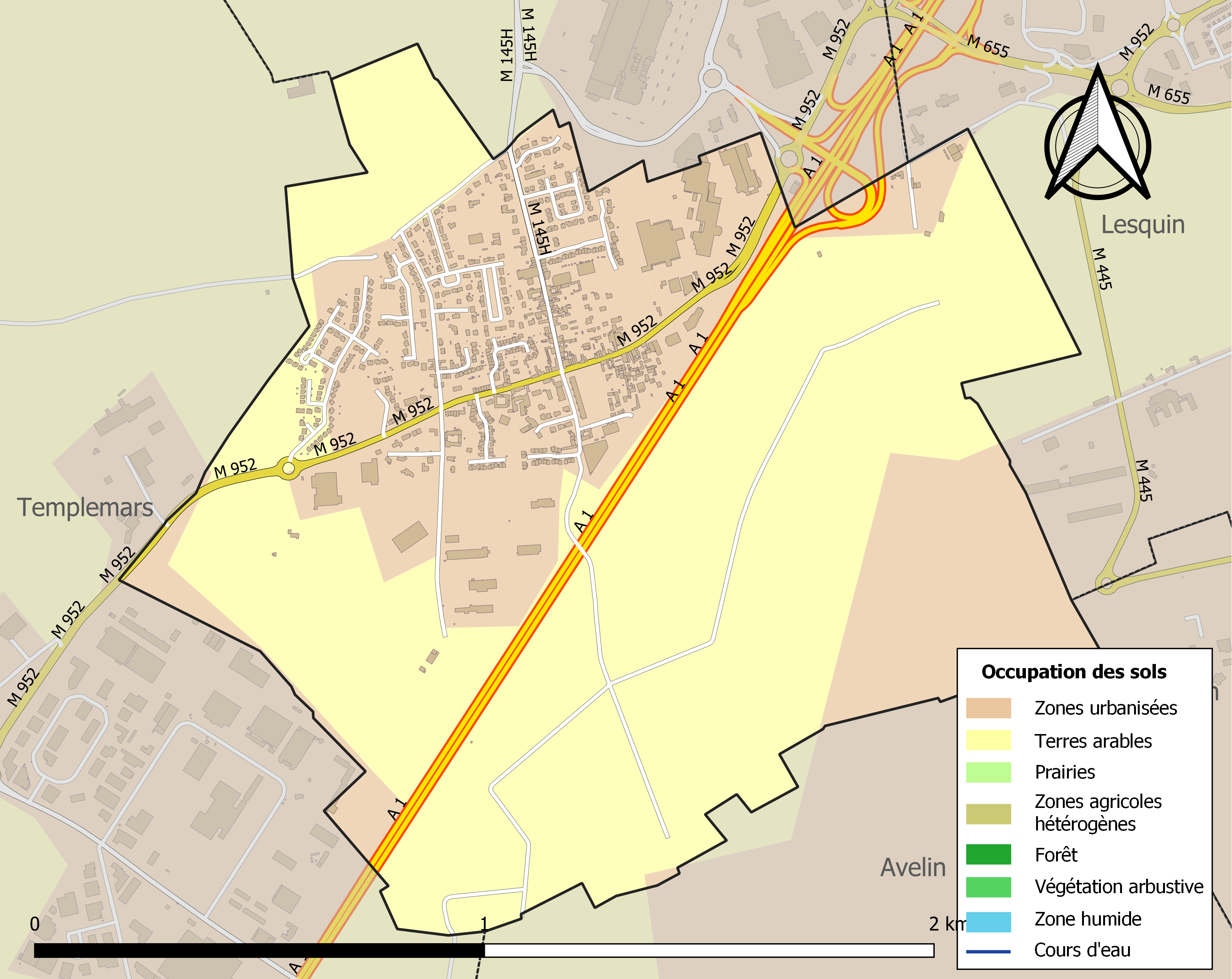
Kaart van de gemeente met belangrijkste infrastructuur, bodemgebruik en omliggende gemeenten

## Bezienswaardigheden
- De Église Saint-Eubert, een bedevaartsplaats waar de heilige Rita wordt vereerd.
- Op de gemeentelijke begraafplaats van Vendeville bevindt zich een Britse oorlogsgraf uit de Tweede Wereldoorlog.

## Demografie
Onderstaande figuur toont het verloop van het inwonertal (bron: INSEE-tellingen).

## Verkeer en vervoer
Door de gemeente loopt de autosnelweg A1/E17, die er een op- en afrit heeft.
In het oosten van Vendeville ligt, deels op het grondgebied van de gemeente, de luchthaven van Rijsel.